# Impression à plat

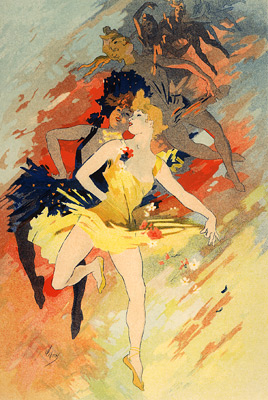
La Danse, lithographie de Jules Cheret (entre 1896 et 1900).

L'impression à plat ou impression planographique est un procédé d'impression qui « ne présente aucune ou presque aucune dénivellation entre la surface encrée et la surface non encrée. » Contrairement à la gravure en relief ou à la gravure en creux, l'impression à plat se fait ainsi sans que la matrice ou le support soit creusé. Le fait que le support reste indemne permet généralement d'imprimer à de nombreux exemplaires.
Parmi les techniques d'impression à plat, la plus célèbre est la lithographie, où le support, une pierre, est préparé par une méthode chimique pour fixer le tracé gras (graphite ou encre) effectué par l'artiste. Ce procédé, inventé en 1797 par Aloys Senefelder, va produire de nombreux dérivés, tels que la chromolithographie, la zincographie, la kitchen litho, la pyrolitho et la photolithographie.
L'offset est le procédé modernisé de la lithographie. Il se décline en plusieurs applications particulières :
- l'offset creux, dans lequel les parties imprimantes — la matrice — sont légèrement creusées ;
- l'offset à sec, dans lequel les parties imprimantes sont légèrement en relief ;
- l'offset de bureau, un procédé simplifié dans lequel les éléments imprimants — le support — sont plus légers ;
- la phototypie, dans laquelle l'élément d'impression — qui caractérise le mode d'encrage — est la gélatine qui détermine où l'encre doit être reçue.

Les procédés d'impression à plat, de par leur fonction de reproduction de nombre d'exemplaires élevé, sont beaucoup utilisés pour l'illustration de livres, de revues et de journaux. En France, Ambroise Vollard et Henri Marie Petiet développent la lithographie d'art, notamment au moyen d'affiches.
Dans le vocabulaire philatélique, le terme « impression à plat » s'applique également aux matrices issues de taille-douce, même si la gravure est en creux, du fait que ces matrices sont des plaques.